# Musée d'architecture de l'université technique de Berlin

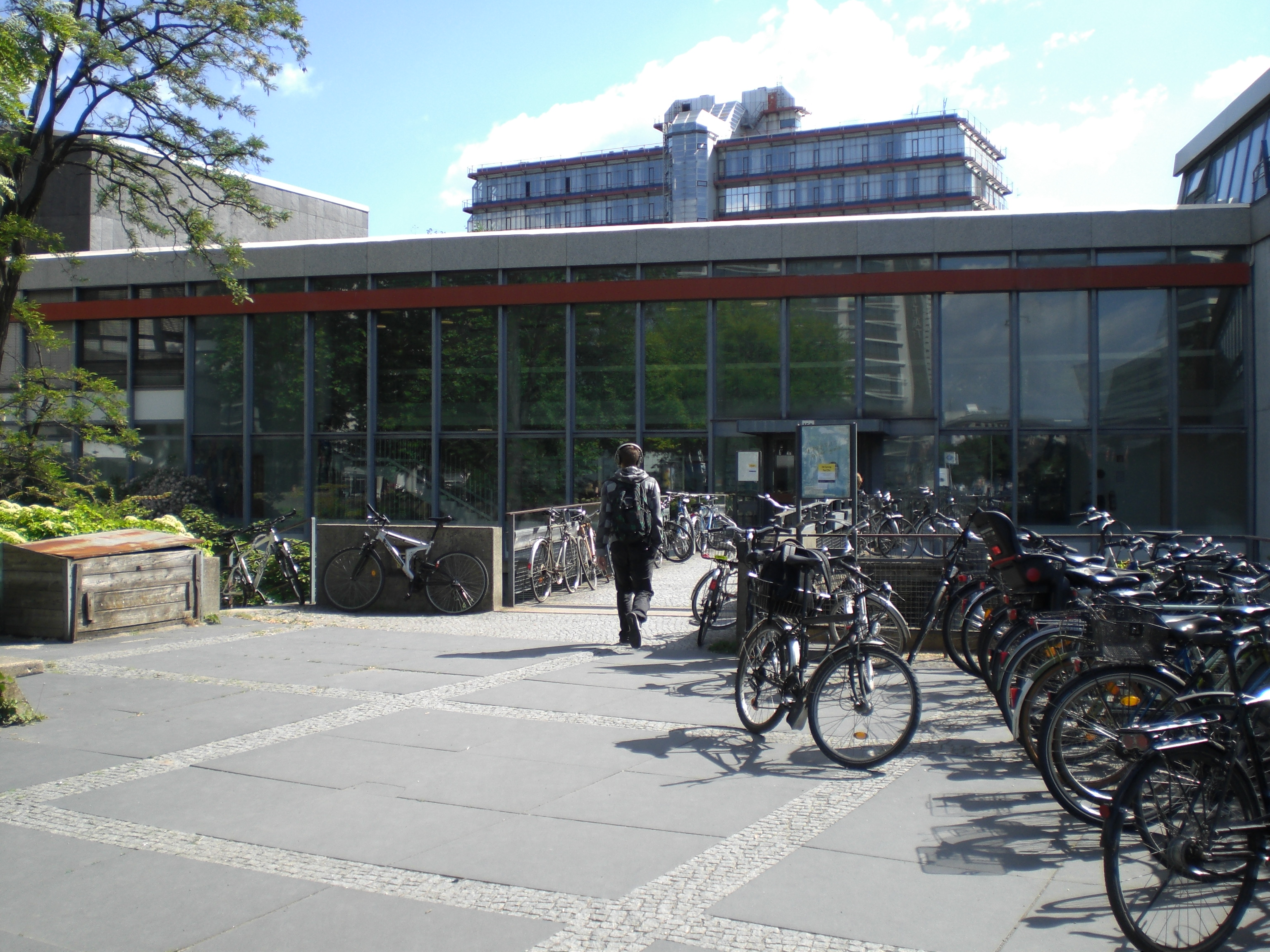
Vue extérieure du musée d'architecture, 2011

Le musée d'architecture de l'université technique de Berlin est une collection de dessins architecturaux, principalement d'architectes prussiens et allemands du XVIIIe au XXIe siècle.

## Histoire
Le musée d'architecture est fondé en 1885/86 par l'architecte et professeur de design Julius Carl Raschdorff à l'université technique de Berlin et est l'une des plus anciennes institutions de ce type en Europe. Après divers changements d'organisation et le changement de nom correspondant (1932 : Archives d'architecture de la TH Berlin, 1946 : Collection de plans de la Faculté d'architecture, 1972 : Collection de plans de la Bibliothèque universitaire de l'université technique de Berlin), l'institution s'appelle à nouveau musée de l'Architecture depuis 2006. Depuis la même époque, des expositions sont à nouveau présentées régulièrement.

## Inventaire
1. Architecture du XIXe et du début du XXe siècle
2. Photographies historiques

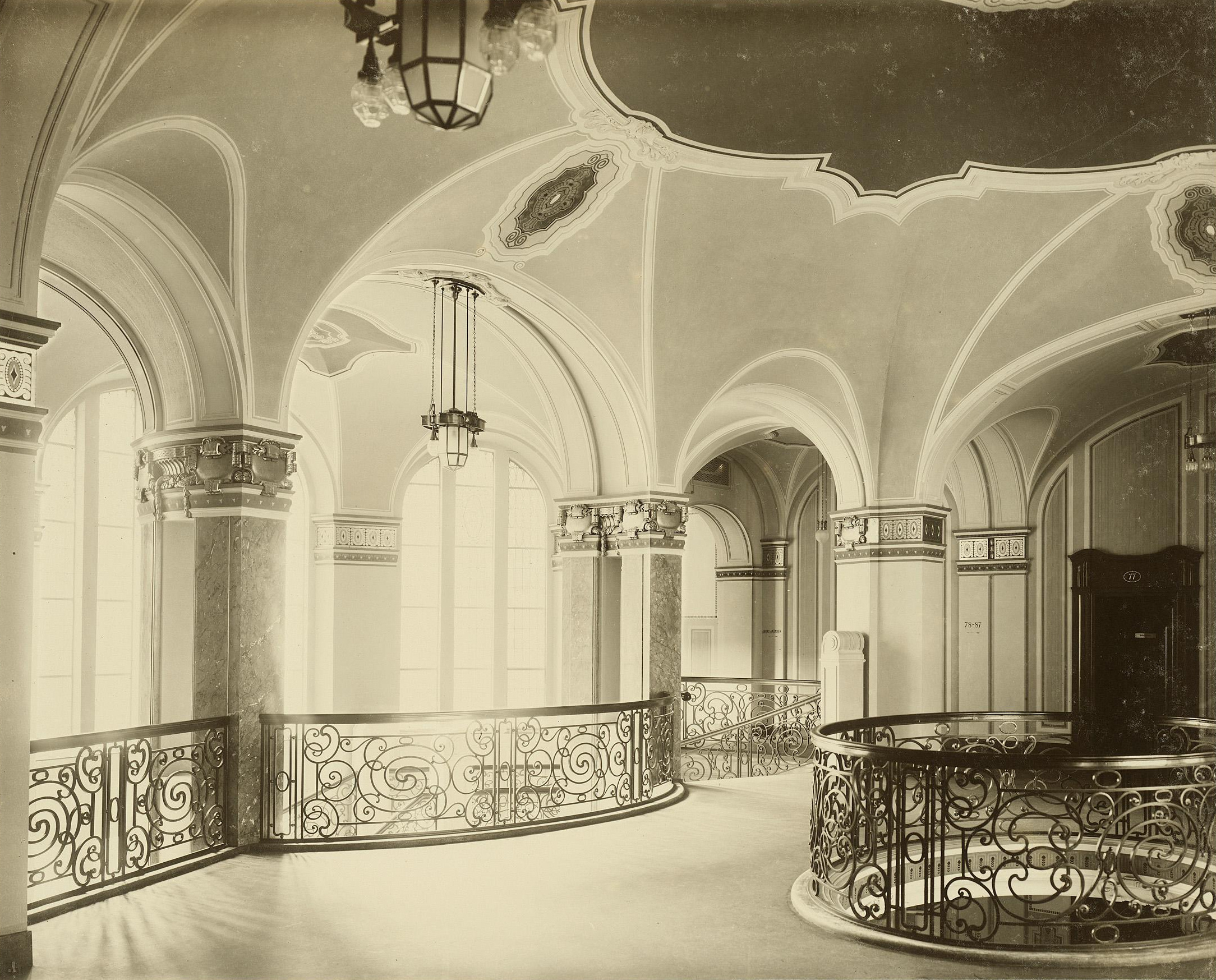
Exemple de photo : hall d'escalier du tribunal régional supérieur de Düsseldorf (1910)

3. Anciennes participations de l'Association des architectes de Berlin
4. Remises individuelles plus importantes et remises partielles : Gustav Allinger (de) (1891-1974), Erwin Barth (de) (1880-1933), Erich Blunck (de) (1872-1950), Karl Böttcher (de) (1904-1992), Carl von Diebitsch (de) (1819-1869), Gerhard Graubner (de) (1899-1970), Hermann Jansen (de) (1869-1945), Otto Kohtz (de) (1880-1956), Paul Lehmgrübner (de) (1855-1916), Carl Johann Lüdecke (de) (1826-1894), Werner March (1894-1976), Hermann Mattern (de) (1902-1971), Merete Mattern (1930-2007), Alfred Messel (1853-1909), Karl Wilhelm Ochs (de) (1896-1988), Helmut Ollk (de) (1911-1979), Hans Poelzig (1869-1936), Martin Punitzer (de) (1889-1949), Ernst Sagebiel (1892-1970), Paul Schwebes (de) (1902-1978)

## Expositions
- 2005: Neues Altes
- 2006: Schinkel – Bauten in Berlin und Potsdam
- 2006: Staatsarchitektur der Weimarer Republik
- 2007: Werner Issel Architekt. Industriebauten 1906-1966
- 2007: Jörn-Peter Schmidt-Thomsen: Lieblingsprojekte aus Lehre und Praxis
- 2007: Carl Heinrich Eduard Knoblauch (1801-1862)
- 2008: Fröhliche Neugestaltung
- 2008: Konstruktionen und Katastrophen
- 2009: David Gilly
- 2009: Alfred Messel. Visionär der Großstadt (gemeinsam mit der Kunstbibliothek), Kulturforum, Berlin
- 2010: Alfred Messel gegenwärtig
- 2010: HOME RUN
- 2010: Neben Schinkel. Die "Bauausführungen des preußischen Staats"
- 2010: Stadtvisionen 1910|2010
- 2011: Architekturbilder. 125 Jahre Architekturmuseum, Musterraum der Bauakademie, Berlin
- 2011: Die Produktive Stadt – Carrot City
- 2012: treppauf, treppab. Treppen in der Architekturfotografie vom 19. Jahrhundert bis heute
- 2012: Moderne Geisterstädte
- 2012: Balnea. Architekturgeschichte des Bades, Musterraum der Bauakademie, Berlin
- 2012: waldsteinwasserbauen
- 2013: Duktus – Ausdrucksmöglichkeiten in der Architekturzeichnung
- 2014: Messen – Zeichnen – Verstehen
- 2014: this is modern (gemeinsam mit dem Deutschen Werkbund Berlin), Palazzo Ca'tron, Venedig
- 2014: Imre Makovecz – Zeichnungen
- 2014: Bruno Taut. Fotos von Carsten Krohn
- 2015: George Matei Cantacuzino. Eine hybride Moderne
- 2015: Hansjörg Schneider: KRONOS
- 2015: Museumsvisionen, Musterraum der Bauakademie, Berlin
- 2015: The Berlin Project – Dragonerareal
- 2016: Moderne slowakische Architektur
- 2016: Harry Seidler: painting toward architecture
- 2016: Kaunas Interwar Architecture
- 2016: O.M. Ungers: Erste Häuser
- 2016: Das Alte Neue. Fotografien von Winfried Bullinger
- 2017: Neu Jerusalem. Erwin Gutkind und das Neue Bauen in Berlin
- 2017: Schinkel erhebt sich aus seinem Schrein. Der ZEIT-Wettbewerb zur Bauakademie 1995
- 2017: A Fashionable Style. Carl von Diebitsch und das Maurische Revival
- 2017: Zwei Deutsche Architekturen 1949–1989
- 2018: Artefakte des Entwerfens und ihre Wissenspraktiken
- 2018: Weimar. Modellstadt der Moderne?
- 2018: O.M. Ungers: Programmatische Projekte
- 2019: Egon Hartmann 1919-2009. Architekt und Stadtplaner in Ost und West
- 2019-2020: Experimental Diagramming. Between Spatial Figuration and Abstraction

## Exposition en ligne
Depuis 2002, l'inventaire de la collection est enregistré numériquement. En janvier 2021, 156 430 des quelque 180 000 objets de l'inventaire sont répertoriés numériquement et peuvent également être recherchés en ligne.
À quelques exceptions près, une copie numérisée de l'original peut être consultée en ligne. Des copies numériques d'œuvres du domaine public peuvent être téléchargées sans restriction. Les collections du musée d'architecture peuvent également être consultées via l'Europeana et la Deutsche Fotothek.